# Sulfolano
Il solfolano o tetrametilensolfone è un solfone ciclico, un composto organico dello zolfo esavalente, avente formula semistrutturale (CH2)4SO2.
A 25 °C e pressione ambiente è un solido cristallino incolore che però già a 27,5 °C fonde in un liquido incolore di consistenza oleosa e altobollente (285 °C). È importante come solvente in quanto è stabile chimicamente anche alle alte temperature, è molto polare ed è solubile in acqua in ogni proporzione, come pure in svariati solventi organici polari e meno polari, tranne negli idrocarburi alifatici e pochi altri, nei quali è solubile solo parzialmente. Il fatto che sia liquido a temperatura quasi ambiente lo rende a volte preferibile al dimetilsolfone, che ha caratteristiche chimiche molto simili, ma che invece fonde solo a 109 °C.

## Sintesi
I solfoni possono essere in genere ottenuti per ossidazione dei corrispondenti tioeteri con perossido di idrogeno (o acidi perossicarbossilici), così il solfolano può essere preparato dal tetraidrotiofene (a sua volta ottenibile dall'idrogenazione catalitica del tiofene, che è presente nel petrolio grezzo) secondo la reazione:
C4H8S + 2 H2O2  →  CC4H8SO2 + 2 H2O
A livello industriale, il metodo originale di produzione del solfolano, brevettato dalla Shell nel 1960, prevedeva la reazione tra butadiene e diossido di zolfo. Questo dava il solfolene, che era poi idrogenato per produrre solfolano.
Subito dopo, fu scoperto che sia la quantità di prodotto che la vita media del catalizzatore (usato nell'idrogenazione) potevano essere aumentate aggiungendo perossido di idrogeno e poi neutralizzando ad un pH di 5-8 prima dell'idrogenazione.
Le ricerche sono continuate per molti anni, inclusi gli studi sul catalizzatore. Recentemente, è stato scoperto che il catalizzatore Ni-B/MgO mostrava una maggiore attività catalitica del nickel Raney usato precedentemente.

## Struttura molecolare e proprietà
Il ciclo a 5 termini presente nel solfolano non è planare e la conformazione può essere a busta o a semisedia come nel ciclopentano; la molecola è comunque flussionale ed entrambe le possibilità sono compatibili con i risultati di un'indagine di spettroscopia rotazionale nelle microonde, sebbene in successive indagini la forma a semisedia (twist) sembra preferita. L'atomo di zolfo, come nei solfoni in genere, forma due legami semplici con due atomi C e due legami doppi con due atomi O e, avendo 4 legami sigma e nessuna coppia solitaria, la sua ibridazione è di tipo sp3, con una coordinazione tetraedrica distorta e una simmetria molecolare che è solo C2 per via della conformazione dell'anello pentaatomico e non, come nel dimetilsolfone, C2v.
Il solfolano è un composto termodinamicamente molto stabile, ma lo è anche termicamente e chimicamente, e per questo trova impiego come solvente ad alta temperatura ed anche come mezzo di reazione. Come accade per i solfoni in genere, la molecola del solfolano, a causa della presenza del gruppo funzionale solfonile >S(=O)2, è dotata di un momento dipolare davvero alto, 4,68 D, anche un po' più del dimetilsolfone (4,47 D). 
Per queste caratteristiche elettroniche e per l'elevata costante dielettrica del liquido (εr = 42), il solfolano si impiega anche come solvente non acquoso per specie inorganiche e come solvente dipolare aprotico per specie organiche ed inoltre entra a far parte dell'elettrolita in batterie, apprezzato anche per la sua resistenza all'ossidazione anodica. Il solfolano può anche fungere da ligando per ioni metallici.
Le capacità di solubilizzazione sono elencate nella tabella. Le eccezioni comprendono i composti paraffinici, naftenici e il metacrilato, lo stirene e i polimeri di cloro-vinilidene.

### Stabilità e reattività
| Solubilità di composti organici nel solfolano   | Solubilità di composti organici nel solfolano |
| ----------------------------------------------- | --------------------------------------------- |
| Anidride acetica                                | miscibile                                     |
| Acetone                                         | miscibile                                     |
| Ammoniaca (soluzione 30% vv)                    | miscibile                                     |
| Acrilonitrile                                   | miscibile                                     |
| Anilina                                         | miscibile                                     |
| Benzene                                         | miscibile                                     |
| 1-butanolo                                      | miscibile                                     |
| Tetracloruro di carbonio                        | miscibile                                     |
| Solfuro di carbonio                             | insolubile                                    |
| Cicloesano                                      | insolubile                                    |
| Cicloesanone                                    | miscibile                                     |
| Dietanolammina                                  | miscibile                                     |
| Diossano                                        | miscibile                                     |
| Dodecilmercaptano                               | insolubile                                    |
| Acetato di etile                                | miscibile                                     |
| Etilmercaptano                                  | miscibile                                     |
| Etilendiammina                                  | miscibile                                     |
| Formammide                                      | miscibile                                     |
| Glicerolo                                       | miscibile                                     |
| Gliclole trietilenico                           | miscibile                                     |
| n-eptano                                        | miscibile all'1,3% a 30 °C                    |
| n-eptano                                        | miscibile al 40% a 100 °C                     |
| Metilcicloesano                                 | miscibile all'1,1% a 30 °C                    |
| Olio di semi di lino                            | miscibile                                     |
| Percloroetilene                                 | miscibile al 37,5%                            |
| Piridina                                        | miscibile                                     |
| Toluene                                         | miscibile                                     |
| Tricloroetilene                                 | miscibile                                     |
| Urea                                            | miscibile                                     |
| Xileni (miscela di isomeri)                     | miscibile                                     |
| Solubilità di composti inorganici nel solfolano |                                               |
| Idrossido di potassio (50% vv)                  | insolubile                                    |
| Idrossido di sodio (10% vv)                     | insolubile                                    |
| Acido solforico (93% vv)                        | miscibile                                     |
| Acqua                                           | miscibile                                     |
| Solubilità di polimeri nel solfolano            |                                               |
| Polimetilmetacrilato                            | insolubile                                    |
| Polistirene                                     | miscibile al 10% a 200 °C                     |
| Polivinilidene cloruro                          | miscibile al 10% a 200 °C                     |

Il solfolano è estremamente stabile a temperatura e pressione ambiente. In generale esso non è reattivo con acidi, mercaptani e dialcheni, inoltre non polimerizza o si decompone in condizioni normali.
Teme, tuttavia, forti agenti ossidanti, ma non da reazioni pericolose.
Reazioni osservate:
- Il solfolano è resistente alla riduzione con zinco metallico e acido acetico o cloridrico.
- La reazione con composti di Grignard come il bromuro di etilmagnesio con l'idrogeno del carbonio alfa del solfolano da bromuro di magnesio ed etano. Questi derivati reagiranno col bromuro, ioduro o cloruro per dare il 2-alosolfolano (2-bromosolfolano, 2-iodiosolfolano o 2-clorosolfolano).
- La clorurazione del solfolano con il tetracloruro di carbonio, dà la formazione del 3-clorosolfolano, 3,4-diclorosolfolano e del 3,3,4-triclorosolfolano.
- La bromurazione del solfolano con bromuro e cloruro in tetracloruro di carbonio e sotto irradiazione, dà il 2-bromosolfolano che reagisce subito producendo il cis-2,5-dibromosolfolano.
- Il solfolano può scindere o dimerizzare, la scissione riduttiva da un metallo alcalino restituisce il sale di solfinato di butano e un 5-6% del sale bis-1,8-ottanodisolfinato.
- Quando il solfolano è mescolato con il benzene e introdotto lentamente in un reattore a 400-500 °C, subisce una pirolisi per produrre principalmente etilene ma anche idrocarburi saturi, idrogeno e diossido di zolfo.
- Il solfolano forma un complesso 1:1 con il trifluoro di boro, ma non riesce a formare complessi stabili con il pentafluoruro di fosforo.
- Nessuna reazione è stata osservata tra il solfolano e una soluzione di carbonato di potassio, acetato di sodio e 25% di idrossido di sodio in acqua dopo 5 ore di reflusso.
- Nessuna reazione tra solfolano e strisce di rame o ferro.

## Usi
Viene utilizzato nell'industria chimica come solvente per la distillazione estrattiva. Infatti, la sua applicazione maggiore è il processo della Shell per la produzione di composti aromatici e per la purificazione di flussi di gas acidi.
Tuttavia ha molte altre applicazioni:

### Estrazione aromatica
Nella produzione di benzine, propellenti e solventi a punto di ebollizione speciale. Il processo Shell per la produzione di composti aromatici è di primaria importanza nell'estrazione di benzene, toluene e xilene, riuscendo ad ottenere prodotti con purezza fino al 99,9% con il recupero quasi totale.
Da quando il soulfolano è utilizzato in questi processi di estrazione, i capitali investiti sono minimizzati, i costi sono diminuiti, è accresciuta la capacità degli impianti ed è stata aumentata la purezza dei composti sintetizzati. Il frazionamento delle benzine per l'arricchimento con composti aromatici, ha portato a miscele con un maggior numero di ottani e raffinati combustibili per motori a propulsione. Infatti la produzione di composti aromatici e solventi non aromatici, di combustibili e benzine dal cherosene, può essere ottenuta utilizzando proprio il solfolano ed il metanolo oppure usando un processo di reforming catalitico con successiva estrazione.
Il processo Simex, in cui i due estrattori necessari sono usati in contemporanea, è usato per separare composti aromatici da composti alifatici, usando solventi blandi, ma contenenti solfolano.
Il solfolano viene usato anche nei seguenti casi:
- Separazione degli idrocarburi da mercaptani, tiofene, alcoli ed eteri in un'estrazione liquido-liquido
- Separazione di alcheni basso-bollenti da misture di paraffina e alcheni in un'estrazione liquido-liquido
- Recupero, dalle fasi di estrazione, di idrocarburi aromatici in un processo che coinvolge una distillazione estrattiva, una rettificazione aromatica side-cut e un frazionamento

### Trattamento dei gas acidi
In questa categoria rientrano le rimozioni di anidride carbonica, acido solfidrico e mercaptani dai flussi di gas, ma anche il recupero del diossido di zolfo.
Il processo usa il solfolano con DIPA (diisopropanolammine) per l'assorbimento simultaneo, selettivo, fisico e chimico dei gas che sono costantemente rilasciati a pressione ambiente e temperature elevate. Il Sulfinol process ha molti vantaggi rispetto ai sistemi di trattamento convenzionali:
- Riduzione della circolazione del solvente, dovuta ad una più alta solubilità dei gas.
- Diminuzione considerevole dell'energia richiesta per la rigenerazione del solvente.
- Rimozione selettiva del H2S in alcuni gas naturali.
- Operabilità migliorata ed equipaggiamento necessario di minore entità, a causa delle caratteristiche non volatili del solfolano.
- Bassi tassi di corrosione.

In aggiunta ai costi minori risultanti dai vantaggi di cui sopra, il Sulfinol process offre altri benefici per alcune applicazioni per le quali può offrire un'estrazione completa dei mercaptani, in contemporanea con acido solfidrico e anidride carbonica.

### Solvente di reazione
Il solfolano viene usato nella preparazione di isocianati, dello zolfo dall'acido solfidrico e dal diossido di zolfo. Ma anche nella preparazione di acidi solfonici e di composti fluoroaromatici nel processo Halogen Exchange (scambio di alogeni) della Halex.
In queste reazioni viene usato come solvente, in particolare in quelle reazioni che richiedono l'uso di solventi anidri e polari. Alcuni esempi sono elencati di seguito:
- Quaternizzazione quantitativa di piridina, 4-picolinato e 4-isopropilpiridina in solfolano con bromuro di n-butile. In questo caso l'uso del solfolano elimina la reazione collaterale che può accadere se vengono usati altri solventi.
- Isomerizzazione degli alcheni, alchilazione di Friedel-Crafts e nel processo di trasferimento dell'idrogeno con acido idrofluoroborico (HBF4) in solventi con solfolano.
- Preparazione dell'isocianato dal fosgene e sali amminici.
- Reazioni catalizzate di transizione metallo-ioni di bromo/iodio con monossido di carbonio, metanolo o formiati. Ad esempio, l'acido acetico può essere preparato dal metanolo e monossido di carbonio con il formiato di metile; mentre l'acetaldeide può essere prodotta dal metanolo, monossido di carbonio ed idrogeno; oppure gli esteri dal metanolo, monossido di carbonio ed aria.
- Conversione degli alcheni in metil-chetoni.
- L'acido solfidrico può essere convertito in zolfo tramite la reazione con diossido di zolfo in presenza di urea o tiourea sciolta in solfolano.
- Il p-nitroalobenzene è preparato dalla nitrazione degli alobenzeni in una mistura contenente acido solforico e solfolano.
- Le ammine aromatiche possono essere solfonate con acido solforico in presenza di solfolano. Ad esempio l'acido solfanilico dall'anilina e acidi solfonici aromatici.
- Produzione di butanolo terziario tramite la reazione di idratazione dell'isobutene in presenza di uno scambiatore di ioni e solfolano.
- Idratazione diretta degli alcheni, ad esempio per il glicole propilenico, in solfolano e in presenza di alogenuri di osmio e composti di metalli di transizione.
- Conversione di composti clorati o bromati nei corrispettivi composti fluorati. A temperature di reazione superiori a 250 °C, una sospensione di fluoruro di sodio in solfolano scambia prontamente gli alogeni. Il clorobenzonitrile ed il cloronitrobenzene in solfolano, possono essere convertiti nei corrispondenti composti del fluoro (fluorobenzonitrile e fluoronitrobenzene) in presenza di acido cloridrico o alfacloroeteri o ossiclorato di fosforo o triclorato.

### Solvente di polimerizzazione
Il solfolano è usato come solvente per le reazioni di polimerizzazione del cianuro di vinilidene (CH2=C(CN)2), dell'acrilonitrile, delle diammine e dell'urea. Ma può essere usato in molti altri casi, come per la preparazione di polimeri di polisaccaridi solubili in acqua da soluzioni di glucosio ed acido fosforico. Di seguito si elencano altri usi del solfolano come solvente di polimerizzazione:
- Copolimerizzazione di acidi policarbossilici aromatici con poliisocianati, acidi policarbossilici con diammine parzialmente acilate e/o acidi amminocarbossilici, diammine aromatiche con un acirdo tricarbossilico o con l'anidride 4,4'-difenilisocianata.
- Produzione di polioli polieteri dalle 1,3,5-triazine e composti di ossido di etilene.
- Produzione di polieteri lineari aromatici dalla condensazione del 4,4'-diidrossibifenile o dell'idrochinone con il solfone 4,4'-diclorobifenile.
- Produzione di polisilossano dagli alosilani.
- Separazione e recupero delle resine di polisolfone.

### Coloranti
Il solfolano trova applicazione anche nella produzione di coloranti per fibre sintetiche e naturali, infatti funziona da intensificatore per i coloranti per fibre sintetiche idrofobe, infatti ne migliora la velocità di colorazione e la dispersione.
Anche per le fibre acriliche, si usano misture di colorante in soluzioni acquose di solfolano.
Inoltre i coloranti con solfolano hanno una buona stabilità e lunga conservazione.

### Chimica agricola
Il solfolano può essere usato nella produzione di insetticidi, erbicidi e fungicidi, principalmente perché il solfolano non reagisce e rimane intatto anche ad alte temperature. Ma anche per:
- Versatilità, può infatti essere usato per molti tipi di sintesi.
- Altamente polare.
- Composto chimico alto-bollente e termicamente stabile.
- Totalmente solubile in acqua e in idrocarburi aromatici.
- Aprotico (non dà idrogeni acidi)
- Facilmente recuperabile e riciclabile

### Distillazione estrattiva
Il solfolano è usato nella separazione di composti con punti di ebollizione simili, ad esempio l'alcol n-propilico o secbutilico, butano e 2-butene. Infatti questi alcoli non possono essere separati facilmente con la distillazione frazionata infatti i loro azeotropi hanno una differenza di ebollizione di solo 1,7°. La separazione può essere invece effettuata con il solfolano in una distillazione estrattiva, infatti il solfolano abbassa la pressione di vapore dell'alcol secbutilico e del n-propilico.
Procedimenti similari sono stati proposti per la separazione di altre misture con punti di ebollizione troppo simili, come per il butano e 2-butene, o per l'isopropenilstirene ed il terzbutilstirene, ma anche per il meta-xilene ed orto-xilene o per il clorosilano e gli isomeri del diclorobenzene. Ma nel caso del meta- e orto-xilene, l'uso del solfolano è insufficiente per cui non dà vantaggi significativi.
Gli acidi grassi insaturi possono essere separati dalla distillazione estrattiva a pressioni ridotte. Anche l'isoprene è stato separato in questo modo da misture di isoamilene. È stato studiato anche un metodo di separazione del acido monocloroacetico e dicloroacetico aggiungendo il solfolano e distillando.

### Altri usi
- Farmaceutica: il solfolano è un solvente di classe 2 nella farmacopea[25] ed è usato negli intermedi di sintesi. Sempre per le notevoli caratteristiche elencate sopra.
- Elettronica: usato nell'industria elettronica come solvente elettrolita nelle batterie al litio, gli conferisce una maggiore efficienza.
- Frazionamento: nella separazione di acidi grassi, tra saturi e insaturi. Una preliminare fase liquida con solfolano permette la divisione tra acidi grassi saturi ed insaturi. Ad esempio, una mistura di acidi grassi, tra oleici e linoleici, può essere facilmente frazionata e raffinata in un'operazione a singolo stage (in un solo passaggio).
- Polimeri tessili: usato come solvente per la filatura e la colata dei polimeri, ad esempio per il poliacrilonitrile, ha migliorato le proprietà delle fibre e tessuti sintetici. Ad esempio, trattando alcuni polimeri con acqua contenente solfolano, è possibile ottenere fibre con un incremento della capacità di torsione.
- Inchiostri: le formule di inchiostri che contengono solfolano, per stampanti a getto, hanno una buona stabilità a lungo termine, non ostruiscono gli ugelli e danno stampe di alta qualità con un fissaggio ottimale sul supporto. Viene usato anche nelle penne, per penne che mantengono la capacità di scrittura anche se sono rimaste stappate per molto tempo.

## Indicazioni di sicurezza

### Interventi di primo soccorso
- Ingestione: il solfolano è dannoso se ingerito. In caso di ingestione non indurre il vomito, se la vittima è cosciente far bere 2-4 tazze di latte o acqua. Consultare un medico.
- Contatto con gli occhi: può causare irritazione. In caso di contatto con gli occhi sciacquare abbondantemente con acqua per almeno quindici minuti. Consultare un medico.
- Contatto con la pelle: può causare irritazione. Lavare con acqua e sapone e rimuovere gli eventuali indumenti contaminati.
- Inalazione: può causare irritazione del tratto respiratorio. Portare la vittima all'aria aperta immediatamente. Consultare un medico.

### Misure antincendio
Come in ogni incendio, indossare un apparato di respirazione autonomo ed equipaggiamento di protezione. Durante l'incendio si potrebbero sviluppare gas tossici o irritanti (dovuti a decomposizione o combustione). I mezzi di estinzioni adatti sono quelli adatti all'ambiente circostante (non sono necessari provvedimenti al riguardo per il solfolano).

## Indicazioni di protezione
Il composto, essendo molto polare, non è volatile. Tuttavia può decomporre (in particolari condizioni estreme) in monossido di carbonio, anidridi solforiche, anidride carbonica e gas tossici ed irritanti.

### Mezzi protettivi individuali
Aerare gli ambienti in modo adatto, per mantenere le concentrazioni di vapori il più basse possibile. Usare cappe di aspirazione o ventilazioni locali.
Indossare equipaggiamento di protezione: occhiali di sicurezza, guanti, camice e respiratore (se vengono maneggiate grandi quantità di composto).

### Norme generali protettive e di igiene
Dopo l'uso lavarsi accuratamente le mani, rimuovere e lavare eventuali indumenti contaminati. Evitare il contatto con occhi, pelle e vestiti. Evitare l'ingestione e l'inalazione.
Il solfolano deve essere conservato in contenitori adatti, chiusi ermeticamente quando non vengono usati e stoccati in un ambiente fresco e asciutto.

### Dispersione accidentale
In caso di dispersione accidentale del solfolano, assorbire le fuoriuscite con materiale inerte (vermiculite, sabbia, terra, ecc.), poi mettere in opportuni contenitori. Le dispersioni devono essere pulite immediatamente, osservando le dovute precauzioni.

## Immagini 3D della molecola

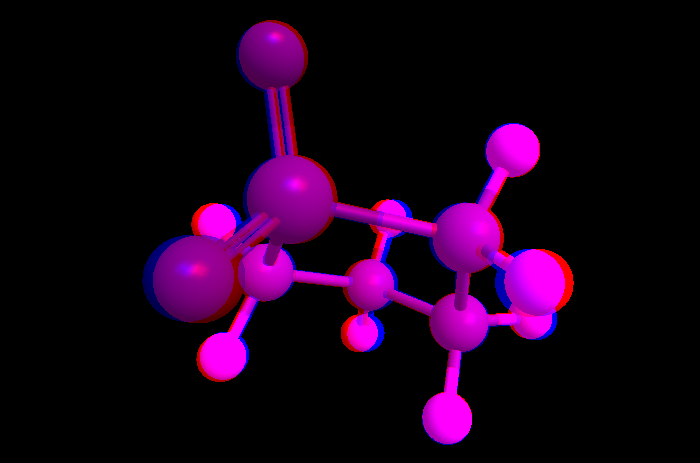
Anaglifo del solfolano. Per una corretta visualizzazione, indossare gli occhialini con lenti blu e rosse.

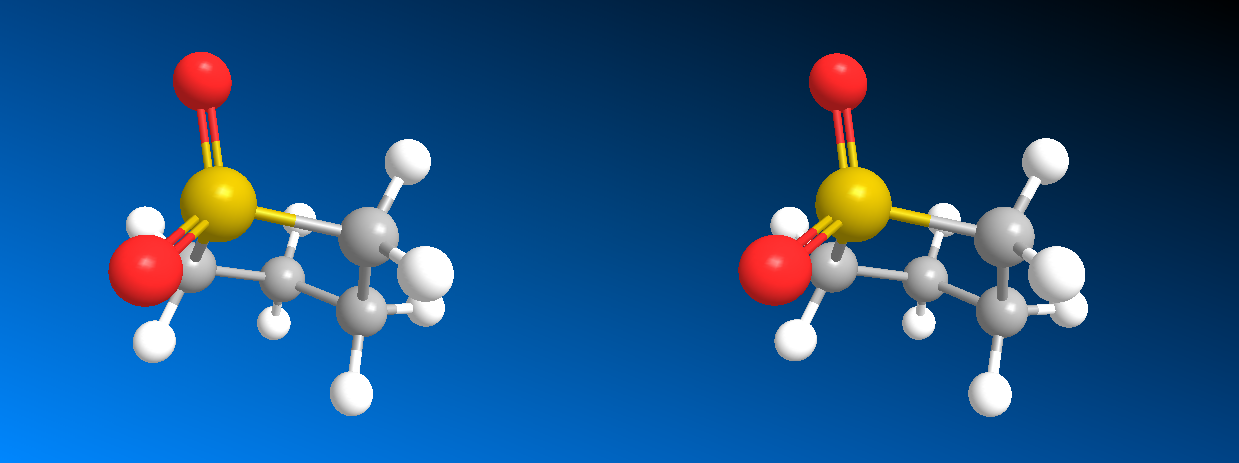
Modello 3D Cross-Eyed del solfolano. Per una corretta visualizzazione, indossare gli occhiali adatti.